# Lee You-mi
Lee You-mi (* 18. Juli 1994 in Jeonju) ist eine südkoreanische Schauspielerin. Bekanntheit erlangte sie 2021 durch die Rolle der Ji-yeong in der Dramaserie Squid Game sowie 2022 als Lee Na-yeon in der Zombieserie All of Us Are Dead. Im September 2022 wurde Lee als erste Koreanerin mit einem Primetime Emmy Award ausgezeichnet.

## Leben
Lee You-mi begann ihre Schauspielkarriere 2010 mit ersten Serienauftritten sowie einer kleinen Rolle im Actionthriller The Yellow Sea. In den folgenden drei Jahren beschränkte sich ihre Tätigkeit auf Kleinstrollen in mehreren Film- und Fernsehproduktionen. Zu Lee You-mis ersten größeren Auftritten zählte 2017 die Rolle der jungen Sa Jin-jin in der Fernsehserie Children of the 20th Century. 2019 spielte sie als Kang Shi-young eine der Hauptrollen in 11 Folgen der Arztserie Doctor John.
2021 erlangte Lee You-mi auch außerhalb Südkoreas Popularität durch die Rolle der Ji-yeong (Nummer 240) in der für Netflix produzierten Dramaserie Squid Game. 2022 war sie als Lee Na-yeon in allen 12 Folgen der ebenfalls für Netflix produzierten Zombieserie All of Us Are Dead zu sehen.
Für ihre schauspielerischen Leistungen wurde Lee You-mi 2021 als beste neue Schauspielerin mit dem Buil Film Award ausgezeichnet. Ebenfalls 2021 erhielt sie in derselben Kategorie einen Korean Film Writers Association Award. 2022 wurde Lee für ihre Rolle in Squid Game als beste Gastdarstellerin in einer Dramaserie mit einem Primetime Emmy Award bedacht. Sie ist die erste Koreanerin, die mit einem Emmy ausgezeichnet wurde. Lee zählt durch ihre Rollen in Squid Game und All of Us Are Dead zu den international bekanntesten Schauspielerinnen Südkoreas und wird in ihrem Heimatland auch als „Netflix’s daughter“ bezeichnet.
2023 spielte Lee die Hauptrolle in der Fernsehserie Strong Girl Nam-soon. 2024 folgte eine weitere Hauptrolle in der Liebesserie Mr. Plankton.

## Filmografie (Auswahl)
- 2010: The Yellow Sea (Hwanghae)
- 2013: The Russian Novel (Reosian Soseol)
- 2013: Hwayi: A Monster Boy (Hwa-i: Goemureul Samkin Ai)
- 2013: Rough Play (Baeuneun Baeuda)
- 2015: Cheo Yong (Gwisinboneun Hyeongsa, Cheo-yong; Fernsehserie, eine Folge)
- 2017: Children of the 20th Century (20segi Sonyeonsonyeo; Fernsehserie)
- 2018: Voice (Boiseu; Fernsehserie, eine Folge)
- 2019: Doctor John (Uisayohan; Fernsehserie, 11 Folgen)
- 2021: Hostage: Missing Celebrity (Injil)
- 2020: My Holo Love (Na Hollo Geudae; Fernsehserie, 10 Folgen)
- 2021: Squid Game (Ojingeo Geim; Fernsehserie, 3 Folgen)
- 2022: All of Us Are Dead (Jigeum Uri Hakgyoneun; Fernsehserie, 12 Folgen)
- 2022: Mental Coach Jegal (Mentalkochi Jegal Gil; Fernsehserie, 16 Folgen)
- 2022: If You Wish Upon Me (Dangsin-ui Sowon-eul Malha-myeon; Fernsehserie, eine Folge)
- 2023: Strong Girl Nam-soon (Himssenyeoja gang nam-sun; Fernsehserie, 16 Folgen)
- 2024: Mr. Plankton (Mr. peullangkeuton; Fernsehserie, 10 Folgen)